# Megacostruzioni
Megacostruzioni (Extreme Engineering) è un programma televisivo trasmesso in onda su Discovery Channel, DMAX e Focus.
Il programma è costituito da una serie di documentari incentrati su costruzioni e infrastrutture architettoniche di dimensioni eccezionali.
A volte sono progetti reali e altre volte semplici idee.

## Lista Episodi

### Panoramica delle serie
| Stagioni       | Episodi | Prima TV |
| -------------- | ------- | -------- |
| Puntata pilota | 1       | ?        |
| 1              | 10      | ?        |
| 2              | 9       | ?        |
| 3              | 6       | ?        |
| 4              | 6       | ?        |
| 5              | 6       | ?        |
| 6              | 14      | ?        |
| 7              | 8       | ?        |
| 8              | 10      | ?        |
| 9              | 8       | ?        |

### Puntata pilota
| # | Nome episodio              | Prima visione | Progetto                                                                        | Stato in cui era nell'episodio | Stato attuale |
| - | -------------------------- | ------------- | ------------------------------------------------------------------------------- | ------------------------------ | ------------- |
| 1 | Engineering the Impossible |               | Tunnel sotto lo stretto di Gibilterra Freedom Ship Millennium Tower (Hong Kong) | Proposto                       | Proposto      |

### Prima stagione: 2003
| #   | Nome episodio                           | Prima visione | Progetto | Stato in cui era nell'episodio | Stato attuale                             |
| --- | --------------------------------------- | ------------- | --- | ------------------------------ | ----------------------------------------- |
| 101 | Tokyo Sky City                          |               | Sky City 1000 | Proposto                       | Proposto                                  |
| 102 | La Metropolitana di New York            |               | East Side Access Linea 1 presso Lower Manhattan | Proposto                       | In costruzione (fine lavori stimati 2022) |
| 103 | Tunnel transatlantico                   |               | Tunnel transatlantico tra Europa e Nord America | Proposto                       | Proposto                                  |
| 104 | Piramide di Tokyo                       |               | Piramide di Tokyo | Proposto                       | Proposto                                  |
| 105 | Tunnel sullo stretto di Bering          |               | Ponte Intercontinentale della Pace: Il tunnel dello Stretto di Bering di collegamento tra Russia e Alaska, richiederebbe 103 chilometri di scavi e rappresenterebbe il più ambizioso progetto di traforo mai intrapreso. | Proposto                       | Proposto                                  |
| 106 | La Galleria di base del San Gottardo    |               | Galleria di base del San Gottardo | In Costruzione                 | Completato                                |
| 107 | L'Aeroporto Internazionale di Hong Kong |               | Aeroporto Internazionale di Hong Kong | Completato                     | Completato                                |
| 108 | Olanda, barriere contro il mare         |               | Piano Delta | Completato                     | Completato                                |
| 109 | La grande diga di Boston                |               | Big Dig | In costruzione                 | Completato                                |
| 110 | Ampliamento del Canale di Panama        |               | Progetto di espansione del Canale di Panama | Proposto                       | Completato                                |

### Seconda stagione: 2004
Nove episodi furono prodotti per la seconda stagione. È anche la prima stagione prodotta in HDTV per HD Theater.
| #   | Nome episodio           | Prima visione | Progetto | Stato in cui era nell'episodio | Stato attuale |
| --- | ----------------------- | ------------- | --- | ------------------------------ | ------------- |
| 201 | Turning Torso           |               | Turning Torso | In costruzione                 | Completato    |
| 202 | Acqua alta a Venezia    |               | MOSE | In costruzione                 | Completato    |
| 203 | Navi portacontainer     |               | Adrian Mærsk (Maersk Line) | Completato                     | Completato    |
| 204 | Oakland Bay Bridge      |               | Oakland Bay Bridge | In costruzione                 | Completato    |
| 205 | I Tunnel d'Islanda      |               | Tunnel di Kárahnjúkar | In costruzione                 | Completato    |
| 206 | Piattaforme petrolifere |               | Piattaforma petrolifera Tarzan Class | In costruzione                 | Completato    |
| 207 | Cooper River Bridge     |               | Cooper River Bridge | In costruzione                 | Completato    |
| 208 | Il Viadotto di Millau   |               | Viadotto di Millau | In costruzione                 | Completato    |
| 209 | Escavatori giganti      |               | Questa serie ci mostra le costruzioni più maestose del mondo, presentando i costruttori e spiegando come questi enormi progetti vengono portati a termine. Hull-Rust-Mahoning Open Pit Iron Mine | Completato                     | Completato    |

### Terza stagione: 2005-06
WagTV ha prodotto sei episodi che furono acquistati da Discovery per la terza stagione.
| #   | Nome episodio                            | Prima visione | Progetto | Stato in cui era nell'episodio | Stato attuale |
| --- | ---------------------------------------- | ------------- | --- | ------------------------------ | ------------- |
| 301 | Il gasdotto Snohvit                      |               | Piattaforma Snohvit | Completato                     | Completato    |
| 302 | El Cajón Dam                             |               | El Cajón Dam (Messico) | In costruzione                 | Completato    |
| 303 | La cabina di Hong Kong                   |               | Ngong Ping 360 | In costruzione                 | Completato    |
| 304 | Il Woodrow Wilson Bridge                 |               | Woodrow Wilson Bridge | In costruzione                 | Completato    |
| 305 | Il Traforo del San Gottardo              |               | Galleria di base del San Gottardo | In costruzione                 | Completato    |
| 306 | Dubai: La Stazione Sciistica nel Deserto |               | Dubai offre l'impossibile: la neve nel deserto. Quando la stazione sarà ultimata sarà possibile provare per la prima volta una stazione sciistica alpina al coperto: è lo Ski Dubai. | In costruzione                 | Completato    |

### Quarta stagione: 2006
Powderhouse Productions ha prodotto tutti e sei gli episodi della quarta stagione con Danny Forster. In seguito sono stati comprati e rinominati sotto Megacostruzioni da HD Theater, The Science Channel e Discovery Channel.
| #   | Nome episodio           | Prima visione | Progetto                      | Stato in cui era nell'episodio | Stato attuale                    |
| --- | ----------------------- | ------------- | ----------------------------- | ------------------------------ | -------------------------------- |
| 401 | Super Stadi             |               | University of Phoenix Stadium | In costruzione                 | Completato                       |
| 402 | Mega Tunnel             |               | SMART Tunnel                  | In costruzione                 | Completato                       |
| 403 | La USS George H.W. Bush |               | USS George H.W. Bush          | In costruzione                 | Completato                       |
| 404 | Sakhalin Oil & Ice      |               | Sakhalin-II                   | In costruzione                 | Completato                       |
| 405 | La città di New Orleans |               | Ricostruzione di New Orleans  | In costruzione                 | In costruzione (fine lavori N/A) |
| 406 | Torre Espacio           |               | Torre Espacio                 | In costruzione                 | Completato                       |

### Quinta stagione: 2006
| #   | Nome episodio                  | Prima visione | Progetto | Stato in cui era nell'episodio | Stato attuale |
| --- | ------------------------------ | ------------- | --- | ------------------------------ | ------------- |
| 501 | La Stazione di South Ferry     |               | Stazione di South Ferry | In costruzione                 | Completato    |
| 502 | Il ponte sulla diga di Hoover  |               | Mike O'Callaghan - Pat Tillman Memorial Bridge | In costruzione                 | Completato    |
| 503 | JetBlue Terminal               |               | Terminal 5 dell'Aeroporto Internazionale John F. Kennedy | In costruzione                 | Completato    |
| 504 | Lo Stonecutters Bridge         |               | Scopriamo la straordinaria costruzione dello Stonecutters Bridge, ad Hong Kong. Una volta ultimato, nel 2009, sarà il secondo ponte sospeso al mondo per lunghezza. | In costruzione                 | Completato    |
| 505 | California Academy of Sciences |               | Ricostruzione California Academy of Sciences | In costruzione                 | Completato    |
| 506 | Tunnel di Hallandsås           |               | Tunnel di Hallandsås | In costruzione                 | Completato    |

### Sesta stagione: 2007
| #   | Nome episodio                   | Prima visione | Progetto | Stato in cui era nell'episodio | Stato attuale |
| --- | ------------------------------- | ------------- | --- | ------------------------------ | ------------- |
| 601 | Roller Coaster                  |               | Griffon (roller coaster) e Renegade (roller coaster) | In costruzione                 | Completato    |
| 602 | M1 Abrams                       |               | M1 Abrams | Completato                     | Completato    |
| 603 | Shanghai World Financial Center |               | Shanghai World Financial Center | In costruzione                 | Completato    |
| 604 | Navi da guerra super veloci     |               | Arleigh Burke | In costruzione                 | Completato    |
| 605 | Campo di Addestramento          |               | Danny Forster impara ad usare l'attrezzatura edile, con un corso accelerato che va dall'azionamento di attrezzature pesanti all'acquisto del pranzo per il caposquadra. | Completato                     | Completato    |
| 606 | Fault Zone Tunnel               |               | Inland Feeder | In costruzione                 | Completato    |
| 607 | Case a prova di uragano         |               | Costruzione di case a moduli | Completato                     | Completato    |
| 608 | Floating City                   |               | MS Independence of the Seas | In costruzione                 | Completato    |
| 609 | Biggest Casino                  |               | The Palazzo | In costruzione                 | Completato    |
| 610 | Torre ad alto rischio           |               | Trump International Hotel and Tower | In costruzione                 | Completato    |
| 611 | Turbo-Charged Boats             |               | Landing Craft, Air Cushion | Completato                     | Completato    |
| 612 | Mountain of Steel               |               | Città della cultura della Galizia | In costruzione                 | Completato    |
| 613 | Deepest Tunnel                  |               | Marmaray | In costruzione                 | Completato    |
| 614 | Major League Stadium            |               | Nationals Park | In costruzione                 | Completato    |

### Settima stagione: 2009
| #   | Nome episodio                      | Prima visione | Progetto | Stato in cui era nell'episodio | Stato attuale           |
| --- | ---------------------------------- | ------------- | --- | ------------------------------ | ----------------------- |
| 701 | Il nuovo stadio dei Dallas Cowboys |               | Cowboys Stadium | In costruzione                 | Completato              |
| 702 | CityCenter di Las Vegas            |               | CityCenter | In costruzione                 | Completato              |
| 703 | Il ponte di Hong Kong              |               | L'incredibile Stonecutters Bridge di Hong Kong, sospeso su un corso d'acqua trafficato, sarà lungo più di un chilometro. Un nuovo record nel settore. | In costruzione                 | Completato              |
| 704 | Navy Amphibious Warship            |               | Nave da sbarco con trasporto anfibio | Completato                     | Completato              |
| 705 | Canale di Panama                   |               | Progetto di espansione del Canale di Panama | In costruzione                 | Completato              |
| 706 | Tunnel peruviani                   |               | Limon Dam | In costruzione                 | Completato              |
| 707 | Abu Dhabi                          |               | Al Raha | In costruzione                 | Completato              |
| 708 | NASA                               |               | Programma Constellation | In costruzione                 | Parzialmente cancellato |

### Ottava stagione: 2010
| #   | Nome episodio                         | Prima visione | Progetto | Stato in cui era nell'episodio | Stato attuale                    |
| --- | ------------------------------------- | ------------- | --- | ------------------------------ | -------------------------------- |
| 801 | Singapore Sky Park                    |               | Marina Bay Sands | In costruzione                 | Completato                       |
| 802 | Rio de Janeiro's Power Island Project |               | Simplício Hydroelectric Complex | In costruzione                 | Completato                       |
| 803 | Kuwait Tower                          |               | Al Hamra Tower | In costruzione                 | Completato                       |
| 804 | Ricostruire New Orleans               |               | Per salvare la città di New Orleans da un altro disastro, si sta costruendo un sistema di difesa, tra cui barriere anti-tsunami e case resistenti agli uragani.                                                      | In costruzione                 | Completato                       |
| 805 | La miniera d'oro di Mponeng           |               | Viaggio a Johannesburg per andare nel luogo più profondo di tutta la Terra: la Miniera di Mponeng. | In costruzione                 | In costruzione (fine lavori N/A) |
| 806 | Revisione al Bay Bridge               |               | Rimpiazzamento pezzi del San Francisco-Oakland Bay Bridge | In costruzione                 | Completato                       |
| 807 | Il nuovo stadio di Melbourne          |               | Melbourne Rectangular Stadium | In costruzione                 | Completato                       |
| 808 | La Galleria di base del San Gottardo  |               | In svizzera, Danny Forster documenta la galleria di base del San Gottardo, costata 18 miliardi di dollari. È la più lunga al mondo e ha velocizzato molto i viaggi attraverso le Alpi.                               | In costruzione                 | Completato                       |
| 809 | L'Abu Dhabi Central Market            |               | L'Abu Dhabi Central Market, con i suoi uffici, parchi, negozi ed hotel, sarà il centro nevralgico dei Paesi emergenti: tutto è creato attorno al più alto grattacielo del mondo.                                     | In costruzione                 | Completato                       |
| 810 | Il Porto di Rotterdam                 |               | Danny Forster va dietro le quinte del Porto di Rotterdam nei Paesi Bassi, dove si sta triplicando la capacità del porto con un progetto storico, grazie al quale si potranno accogliere le navi più grandi al mondo. | In costruzione                 | Completato                       |

### Nona stagione: 2011
| #   | Nome episodio                                 | Prima visione | Progetto | Stato in cui era nell'episodio | Stato attuale                                                                           |
| --- | --------------------------------------------- | ------------- | --- | ------------------------------ | --------------------------------------------------------------------------------------- |
| 901 | Ricostruzione della Metropolitana di New York |               | Gli attuali progetti d'espansione includono la Second Avenue Subway nella zona nord di Manhattan, l'East Side Access, la 7 Subway Extension nella zona ovest di Manhattan e la Fulton Street Transit Center. | In costruzione                 | In costruzione Second avenue Completato; East side access (fine lavori stimati 2019-23) |
| 902 | Australia a prova di siccità                  |               | Wonthaggi desalination plant: Danny Forster va a Melbourne dove, dopo 13 anni di siccità, si spera di garantire un futuro migliore con un impianto di dissalazione dell'acqua del mare da 3,5 miliardi di dollari. | In costruzione                 | Completato                                                                              |
| 903 | Azerbaijan                                    |               | Dopo decenni di dominio sotto l'Unione sovietica, l'Azerbaigian rivela sé stesso. Con una spesa di 6 miliardi all'anno e oltre 500 nuovi progetti, Danny Forster va dietro le quinte delle costruzioni di Baku: le Flame Towers e l'centro culturale HHeydər Əliyev.                                                             | In costruzione                 | Completato                                                                              |
| 904 | London Aquatics Centre                        |               | Il London Aquatics Centre ospiterà 44 gare di nuoto durante i Giochi Olimpici ed entrerà a far parte del paesaggio londinese. Danny Forster assieme ai costruttori ci farà vedere più da vicino l'intera opera. | In costruzione                 | Completato                                                                              |
| 905 | Il ponte più lungo della Serbia               |               | Danny Forster ci mostrerà la costruzione della nuova icona nazionale della Serbia. L'Ada Bridge o Sava River Bridge di Belgrado è il più lungo pilastro singolo del mondo, migliorando un critico corridoio di connessione con l'Europa Centrale a est.                                                                          | In costruzione                 | Completato                                                                              |
| 906 | Amsterdam's Futuristic Floating City          |               | I Paesi Bassi stanno uscendo dalla propria terra. Circa il 70% del suo territorio che comprende metà della popolazione vive al di sotto del livello del mare. Piuttosto che lottare di nuovo con il mare, gli ingegneri ci hanno stretto un'alleanza. La nuova città di IJburg sta costruendo abitazioni dove non esiste niente. | In costruzione                 | In costruzione                                                                          |
| 907 | Il moderno aeroporto di Mumbai                |               | Il progetto di estensione dell'Aeroporto di Mumbai è uno dei più ambiziosi che siano stati mai fatti in tutta l'India. Se l'aeroporto avrà successo, potrebbe completamente cambiare il modo in cui gli aeroporti sono disegnati.                                                                                                | In costruzione                 | Completato                                                                              |
| 908 | La diga idroelettrica Mammoth in Turchia      |               | Si tratta del più grosso sito di costruzione della Turchia, nel quale verrà costruita la più alta e grossa diga al mondo: la Diga di Deriner. | In costruzione                 | Completato                                                                              |